# Michael Philipp Boumann
Michael Philipp Daniel Boumann (* 22. April 1747 in Potsdam; † 2. August 1803 in Berlin) war ein deutscher Architekt und Baumeister in Preußen.

## Leben
Er war der Sohn des aus den Niederlanden eingewanderten Baumeisters Johann Boumann und der Bruder von Georg Friedrich von Boumann.
Er begann 1763 seine Laufbahn als Baukondukteur bei dem damaligen Baukomptoir, späteren Hofbauamt zu Berlin. Von 1767 bis 1770 war er als Bauführer tätig, u. a. bei Bauten in Quedlinburg, wurde 1770 von Prinzessin Amalie, der Äbtissin von Quedlinburg, zum Bauinspektor ernannt und war seit 1771 als Gehilfe seines Vaters tätig. 1777 wurde er als Assessor beim Oberbaudepartement angestellt, blieb aber auch Mitglied des Hofbauamts. 1778 wurde er Oberbaurat und 1787 Geheimer Oberbaurat. 1794 wurde ihm mit dem Titel als Geheimer Oberfinanzrat und Oberhofbauintendant die Leitung des Oberbaudepartements übertragen. Er gehörte zu den Gründern der Berliner Bauakademie (1799) und war führendes Mitglied des Freimaurerordens. Er beteiligte sich an der Ausarbeitung einer neuen Grundverfassung der deutschen Freimaurerei im Jahr 1797. Dafür wurde in Würdigung seiner Verdienste im Jahr 1867 die Obermeister Boumann'sche Stiftung gegründet.
Nach ihm ist die Boumannstraße in Berlin-Reinickendorf benannt.

## Bauten (Auswahl)
- 1767 Palais der Prinzessin Amalie in Berlin, Unter den Linden (Umbau, heute nicht mehr vorhanden), als Baugehilfe des Vaters
- 1786 Schloss Bellevue in Berlin-Tiergarten
- 1788–1793 Palais Lichtenau in Berlin-Charlottenburg (1871 abgebrochen)[2]
- 1792–1794 Palais Goerne/Lichtenau in Berlin, Unter den Linden (heute nicht mehr vorhanden)
- 1793–1794 Schloss Pfaueninsel in Berlin
- 1793–1795 Schauspielhaus in Potsdam (Entwurf möglicherweise von Carl Gotthard Langhans)
- 1796–1797 Palais Lichtenau in Potsdam
- 1797 Anbau zweier eingeschossiger Seitenflügel an das Marmorpalais in Potsdam

## Entwürfe (Auswahl)
- 1793 Pläne für einen gotischen Turm und eine gotische Halle für ein Belvedere auf dem Pfingstberg (nicht ausgeführt)
- 1796 Pläne zum Wiederaufbau der Kirche St. Nikolai in Potsdam (zusammen mit Friedrich Gilly)

## Bilder

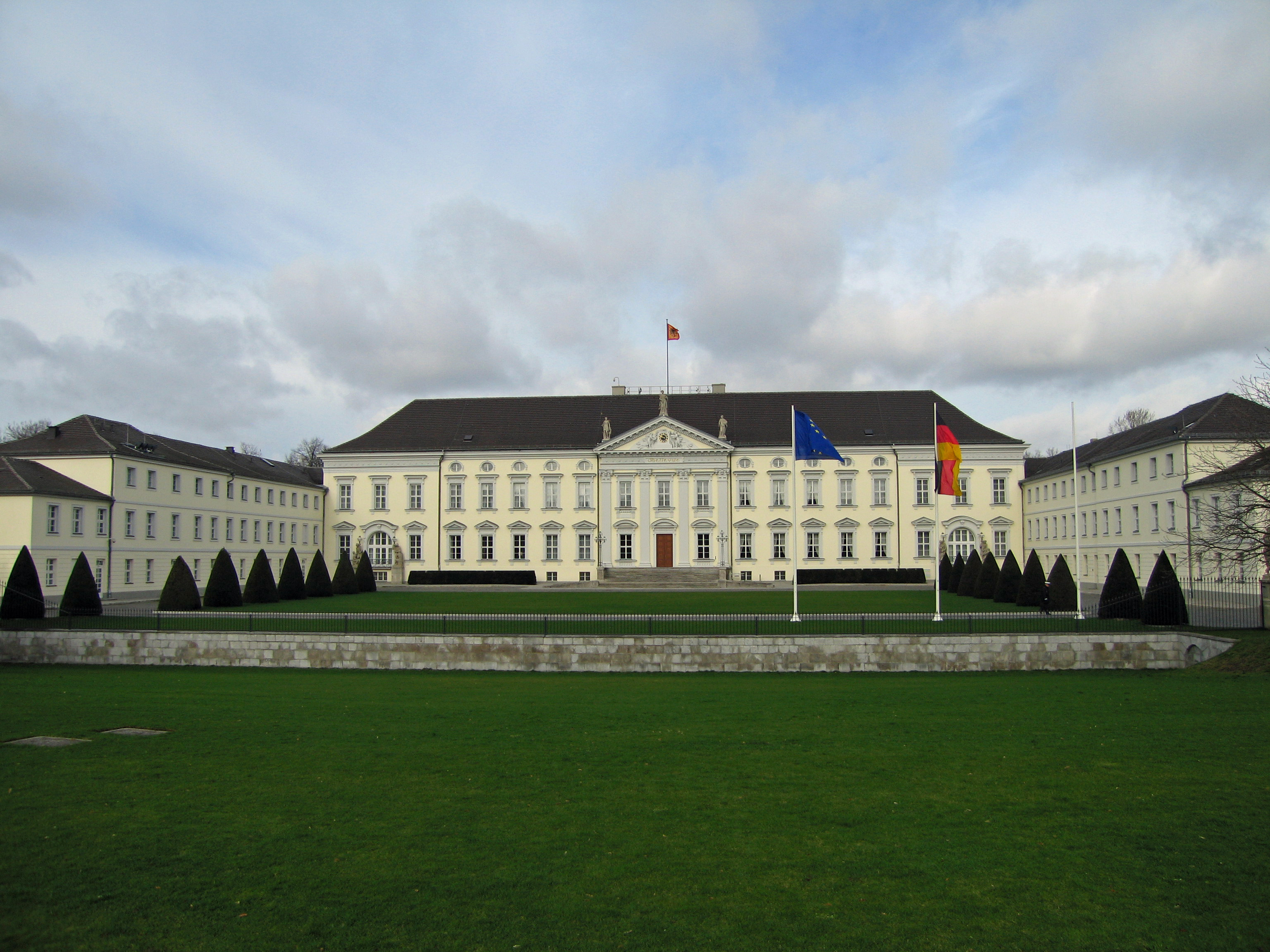
Schloss Bellevue, Berlin
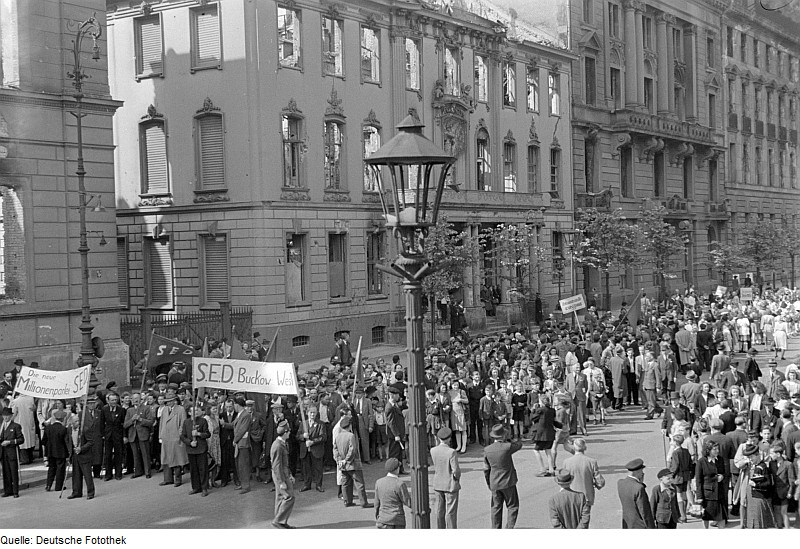
Palais Goerne/Lichtenau (Ruine, 1946)
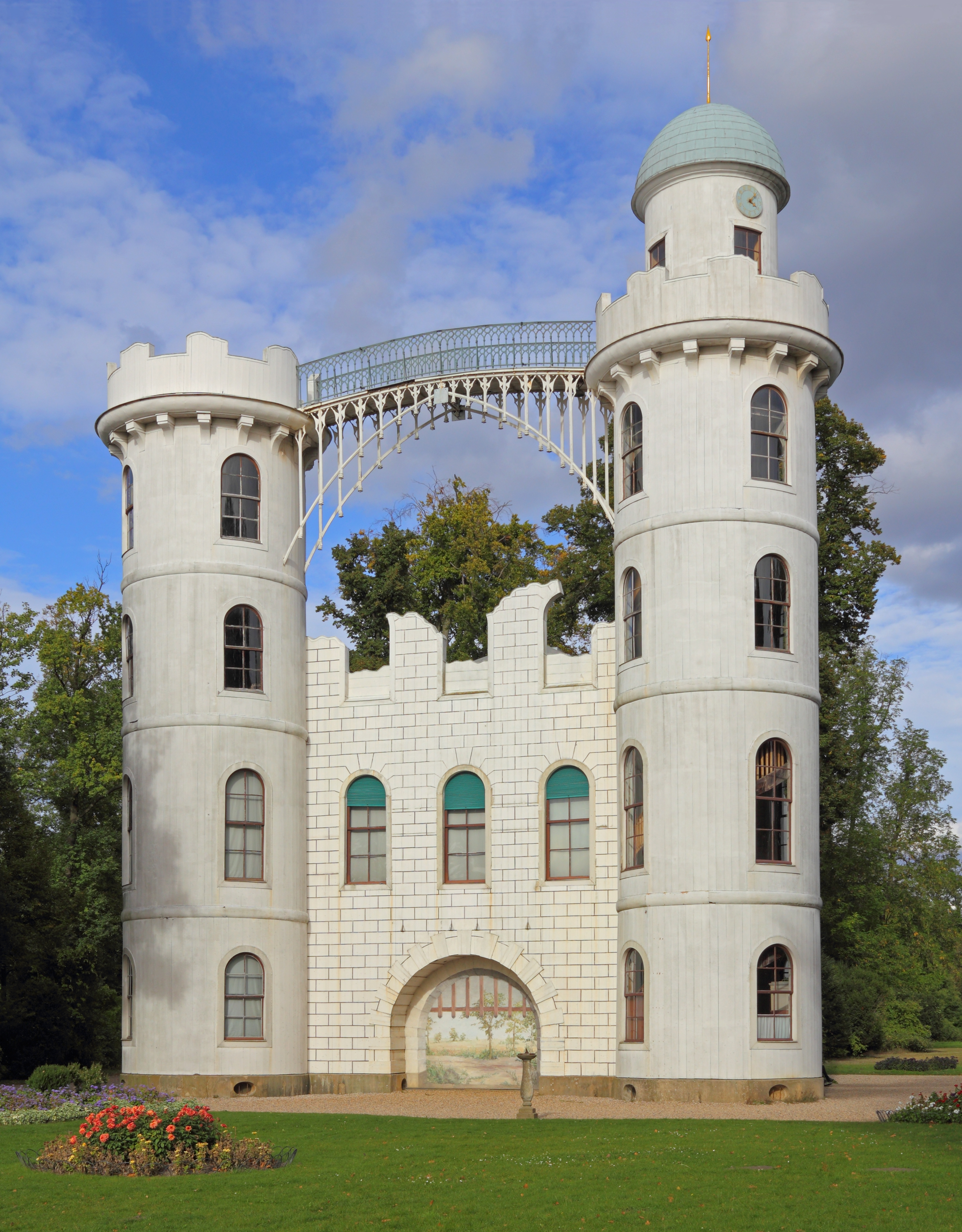
Schloss Pfaueninsel
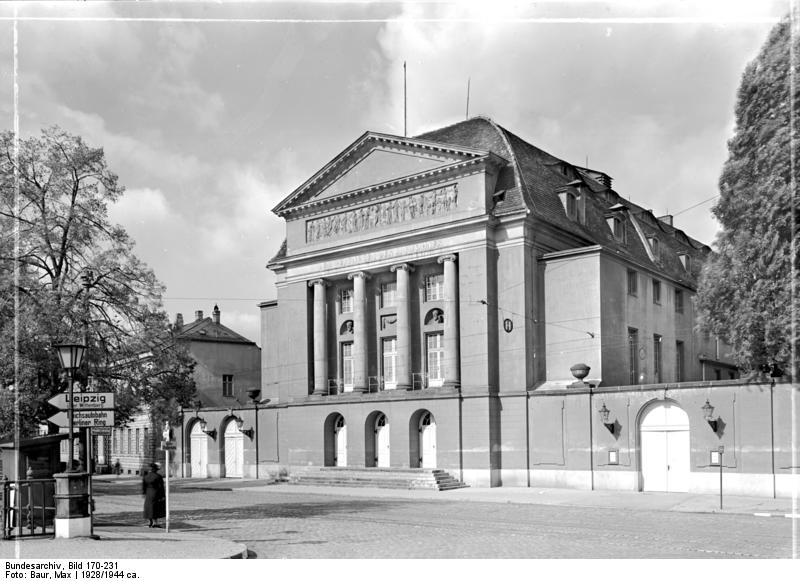
Schauspielhaus in Potsdam
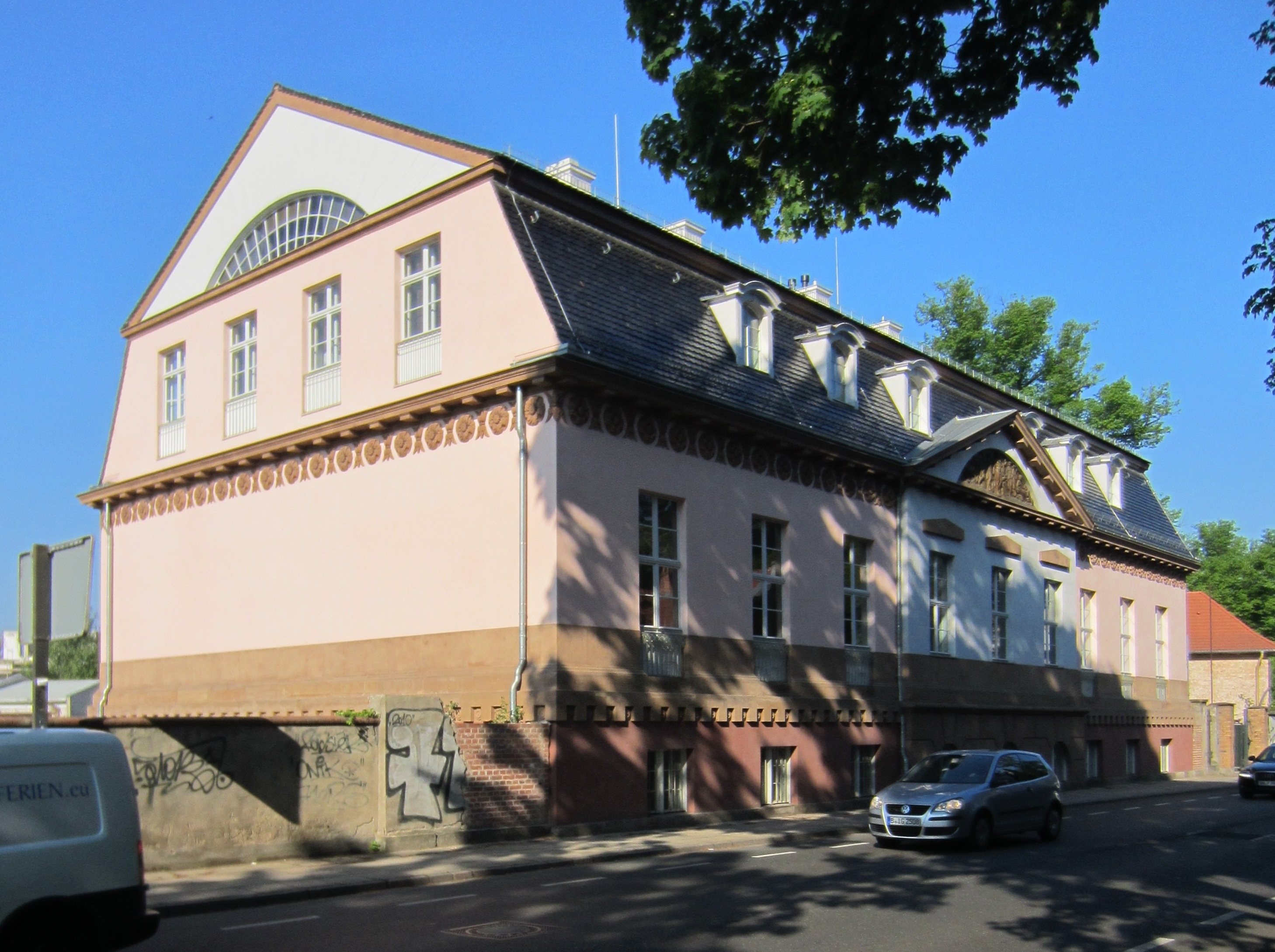
Palais Lichtenau, Potsdam